# Oued Goussine
Oued Goussine è un comune dell'Algeria, situato nella provincia di Chlef.